# 1911 في روسيا
فيما يلي قوائم الأحداث التي وقعت خلال عام 1911 في روسيا.

## سياسة

### انتهاء فترة المنصب
- 18 سبتمبر – بيوتر ستوليبين رئيس وزراء روسيا.

## مواليد

### يناير
- 17 يناير – غافريل كاتشالين لاعب كرة قدم روسي.

### مايو
- 5 مايو – أندور ليلينتال
- 29 مايو – ليئا غولدبرغ شاعرة وباحثة أدبية إسرائيلية عاشت في القرن العشرين.

### يوليو
- 10 يوليو – فلاديميرميجولين

### أغسطس
- 17 أغسطس – ميخائيل بوتفنيك

### سبتمبر
- 24 سبتمبر – قسطنطين تشيرنينكو

### نوفمبر
- 1 نوفمبر – هنري ترويا كاتب فرنسي.
- 9 نوفمبر – كاي فرنك

## وفيات

### يونيو
- 12 يونيو – ميخائيل ألبوف (مواليد 1851) كاتب روسي.

### ديسمبر
- 5 ديسمبر – فالينتين سيروف (مواليد 1865) رسام روسي.